# Bagley (Minnesota)
Pour les articles homonymes, voir Bagley.
La ville américaine de Bagley est le siège du comté de Clearwater, dans l’État du Minnesota. En 2010, elle comptait 1 392 habitants.